# General Instrument

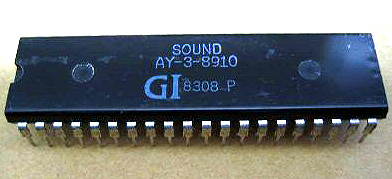
Chip de som General Instrument AY-3-8910

A General instrument (GI) foi uma fabricante de produtos eletrônicos estadunidense. A empresa esteve em operação até 1997, quando dividida em General Semiconductor (fábrica de semicondutores), que foi posteriormente adquirida pela Vishay Intertechnology em 2001. A CommScope  tomou a divisão de produtos voltados para TV a cabo e satélite, que mais tarde voltou ao nome GI. A corporação foi posteriormente adquirida pela Motorola e tornou-se Home Solutions da Motorola Connected, e foi renomeada como Home and Networks Mobility em 2007. Quando a Motorola foi dividida em 4 de janeiro de 2011, esta divisão tornou-se parte da Motorola Mobility. Moisés Shapiro, pai do ex-chefe de Monsanto, Robert B. Shapiro , foi presidente entre 1969 e 1975. Frank G. Hickey atuou como CEO entre 1975 e 1990; e Donald Rumsfeld foi em 1990 a 1993.

## Divisão de receptores de vídeo
A General Instrument produziu receptores de vídeo voltados para banda C e banda Ku. Eles também produziram equipamentos VCI, bem como equipamentos digitais. Em sua linha de produtos, estavam incluídos:
	Série 2700: para bandas C ou Ku, tinha a função de comutação e som digital; e aumentava a memória instalada de acordo com o número do modelo.
	Série 2600: semelhante à série 2400, exceto pelo display visível pela TV.
	Série 2400/2500: não exibe menu na tela, tudo é controlado a partir do visor no controle remoto e no visor frontal do aparelho. Dois displays alfanuméricos indicam o satélite atual e o transponder. O áudio digital está disponível em canais onde há compatibilidade. O 2400 foi reformulado no início dos anos 1990, para TV por assinatura rural; e vendido com uma antena do tipo prato fixo, compatível com banda C e apontada ao satélite Galaxy 5.
	350 Regular: receptor simples, com um servo-motor instalado numa antena prato separado (alguns eram instalados e apontados a um satélite estacionário G5).
	Super 350i: chegava a exibir, na tela, 50 satélites (banda C ou Ku com chave externa, mais conhecida como disecq); e também havia compatibilidade com áudio digital.
	450i/550i/650i: exibia na tela alguns satélites pré-programados, também com som digital; e funções extras.
	4DTV: Já estava disponível um guia de programa interativo; e duas listas de favoritos. Compatível com C / Ku. 
	InfoCipher 1500P: um dos primeiros "satmodem" usado com serviços de mão única de dados, tais como "X * Pressione X * Mude". O aparelho codificava/descodificava canais, além de fornecer link para redes difusoras.

## American Totalizator Corporation/Am Tote
American Totalisator era uma divisão da General Instrument Corp.. Fabricava equipamentos de medição e painéis luminosos para corrida de cavalos. Ela é agora propriedade da Magna Entertainment Corporation.

## Underseas Lab(Harris ASW)
Underseas Lab foi uma divisão da General Instrument Corp., localizada em Westwood, Massachusetts, Estados Unidos. Ainda fabricam sonares multi-feixe utilizados em mapeamento oceânico. Agora é propriedade da L-3 Communications.

## Jerrold
Jerrold era uma marca de equipamentos voltados para uso em TV a cabo ou MMDS. Sua produção se manteve ativa de 1948 até o  início de 1990. Por volta de 1993, GI Perdeu a marca Jerrold. A marca Jerrold foi uma importante fabricante de Decoder (decodificador de sinais) para o ramo de TV por assinatura, chegou a ser responsável pela popularização do meio já que seus decoders eram compatíveis com a tecnologia MMDS além do seu preço competitivo seus produtos apresentavam uma boa durabilidade, sendo os seus produtos exportados para diversos países (como o Brasil por exemplo) Aqui estes equipamentos se tornaram padrão de empresas como Mais TV e TVA (atual Vivo TV). "Jerrold" é o nome do meio do fundador da empresa, Milton Jerrold Shapp, que se tornou governador da Pensilvânia em 1971.

## GI Microelectronics
GI Microelectronics era um fabricante de CI circuito-integrado e um pioneiro nas tecnologias MOS-fet e EAROM (ROM eletricamente alterável), com ambos os circuitos off-the-shelf e personalizado. GI girou a divisão como Microchip Technology em 1987. Em 1980, em seu catálogo de produtos, estavam incluídos:
- Um microprocessador de 16-bits: CP1600 e 1610, uma CPU 16-bits, utilizado no GIMINI aparelho de videogame e em Mattel 's Intellivision Um microcontrolador 8-bits: o PIC1650, um NMOS chip. A versão CMOS deste chip é o modelo atual de microcontroladores PIC;
- Fichas de telecomunicações: dentre outros produtos, incluiu-se a famosa AY-3-8910/11/12/14, uma série de chips de áudio; o AY-3-85xx, 86xx e 87xx, uma série de chips para videogames; e um sintetizador de voz de um único chip, o Narrador SP0256. Uma versão do SP0256 apareceu na Mattel Intellivoice. O popular SP0256-AL2 vinha com alofone embutido.